# Plutarchia keralensis
Plutarchia keralensis (лат.) — вид наездников рода Plutarchia из семейства эвритомиды (Eurytomidae, Chalcidoidea). Индия (Kerala).

## Описание
Мелкие наездники (длина самок около 2 мм, самцы 1,7—1,8 мм). Тело чёрное с несколькими коричневыми отметинами. Голова и грудь с серебристо-белыми волосками. От близких видов отличается следующими признаками: выступом на вентральной стороне скапуса, брюшко по длине равно тораксу; у самцов шесть округлых члеников жгутика. Проподеум со срединным килем.

## Таксономия
Вид был впервые описан в 1990 году по типовым материалам из Индии (Kerala).